# Zubrohlava
Zubrohlava (ungarisch Bölényfő) ist eine Gemeinde im Norden der Slowakei mit 2555 Einwohnern (Stand 31. Dezember 2024) und liegt im Okres Námestovo, einem Kreis des Žilinský kraj.

## Geographie

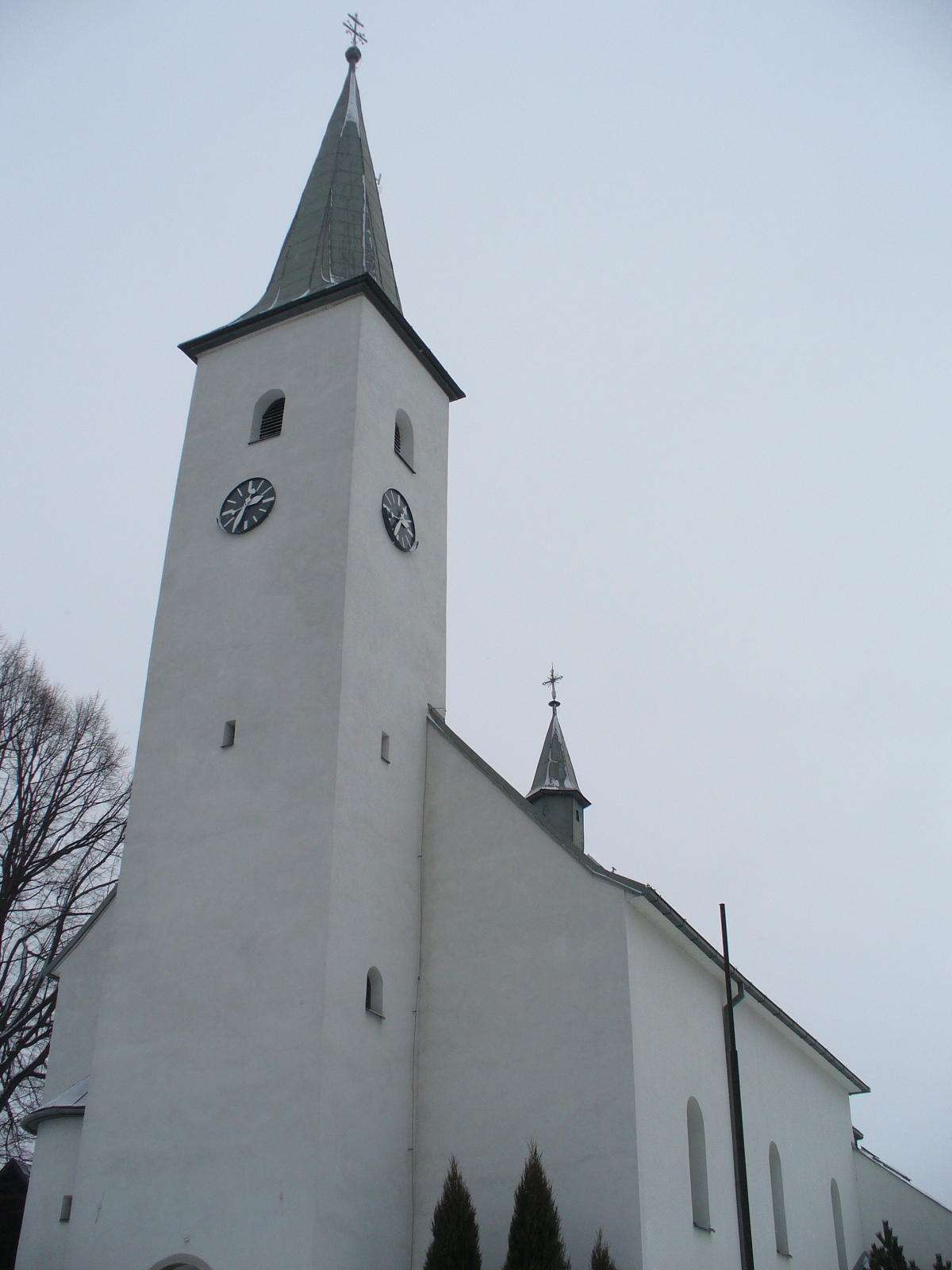
Kirche von Zubrohlava

Die Gemeinde liegt im Hügelland Podbeskydská vrchovina in der traditionellen Landschaft Orava (deutsch Arwa) unweit der polnischen Grenze am Bach Polhoranka, die unweit der Gemeinde in den Orava-Stausee mündet. Das auf der Höhe von 620 m n.m. liegende Ortszentrum befindet sich fünf Kilometer nordöstlich von Námestovo.

## Geschichte
Der Ort findet zum ersten Mal Erwähnung auf einer Karte von 1550; dort wird er als Zbracslaua erwähnt. 1958 wird der Ort durch ein Hochwasser stark in Mitleidenschaft gezogen.
Der Ortsname bedeutet frei übersetzt „Wisentkopf“.

## Bevölkerung
| Jahr                | 1994 | 2004     | 2014     | 2024     |
| ------------------- | ---- | -------- | -------- | -------- |
| Anzahl der Personen | 1746 | 2044     | 2263     | 2555     |
| Unterschied         |      | +17,06 % | +10,71 % | +12,90 % |

| Jahr                | 2023 | 2024    |
| ------------------- | ---- | ------- |
| Anzahl der Personen | 2493 | 2555    |
| Unterschied         |      | +2,48 % |

Ergebnisse nach der Volkszählung 2001 (1968 Einwohner):
| Nach Ethnie: - 98,88 % Slowaken - 0,66 % Tschechen - 0,20 % Polen | Nach Religion: - 97,26 % römisch-katholisch - 1,37 % konfessionslos - 1,17 % keine Angabe |